# Стара Весь-Равенська
Стара Весь-Равенська (хорв. Stara Ves Ravenska) — населений пункт у Хорватії, в Копривницько-Крижевецькій жупанії у складі міста Крижевці.

## Населення
Населення за даними перепису 2011 року становило 31 осіб.
Динаміка чисельності населення поселення: